# Shingeki no Kyojin (série de televisão)
Shingeki no Kyojin (進撃の巨人, lit. "O Avanço dos Gigantes") também conhecido pelo título em inglês Attack on Titan, e em português Ataque dos Titãs, é uma série de anime que adapta o mangá de mesmo nome de Hajime Isayama, e que estreou em 7 de abril de 2013. Atualmente é transmitida na NHK General TV no Japão, Aniplus Asia em vários países da Ásia-Pacífico e a série começou a ser disponibilizada legendada em streaming e ser transmitida simultaneamente pela Crunchyroll no Brasil e em Portugal em 2017, posteriormente também ficou disponível em streaming pela Funimation e toda a série foi transmitida na TV Aberta pela Loading no Brasil (as duas ambas transmissões com dublagem em português brasileiro a partir de 2020). A história começa em um mundo onde a humanidade vive dentro de três cidades concêntricas, cada uma protegida por enormes paredes contra os ataques de Titãs, seres humanóides gigantescos que devoram humanos sem motivo aparente. Segue as aventuras de Eren Yeager e seus amigos Mikasa Ackerman e Armin Arlert, cujas vidas mudaram depois que um Titã Colossal rompe o muro de sua cidade natal. Jurando vingança e recuperar o mundo dos Titãs, Eren e seus amigos se juntam à Divisão de Reconhecimento, um grupo de elite de soldados do exército que lutam contra os Titãs.

## Visão geral da série
| Temporada | Temporada | Episódios | Episódios             | Originalmente exibido | Originalmente exibido  |
| Temporada | Temporada | Episódios | Episódios             | Estreia da temporada  | Final da temporada     |
| --------- | --------- | --------- | --------------------- | --------------------- | ---------------------- |
|           | 1         | 25        | 25                    | 7 de abril de 2013    | 29 de setembro de 2013 |
|           | 2         | 12        | 12                    | 1 de abril de 2017    | 17 de junho de 2017    |
|           | 3         | 22        | 12                    | 23 de julho de 2018   | 15 de outubro de 2018  |
| 10        | 3         | 22        | 29 de abril de 2019   | 1 de julho de 2019    |                        |
|           | 4         | 35        | 16                    | 7 de dezembro de 2020 | 29 de março de 2021    |
| 12        | 4         | 35        | 10 de janeiro de 2022 | 4 de abril de 2022    |                        |
| 3         | 4         | 35        | 4 de março de 2023    | 4 de março de 2023    |                        |
| 4         | 4         | 35        | 5 de novembro de 2023 | 5 de novembro de 2023 |                        |

### Primeira temporada e filmes compilatórios (2013)
Produzido pelo Wit Studio e dirigido por Tetsurō Araki, Shingeki no Kyojin foi transmitido na MBS em 7 de abril de 2013 até 29 de setembro de 2013, e mais tarde foi ao ar na Tokyo MX, FBS, TOS, HTB, TV Aichi e BS11 no Japão. O anime teve problemas de produção e houve a necessidade de contratar mais animadores, de modo que o designer de personagens do Wit Studio, Kyoji Asano, precisou tuitar informando que estava procurando animadores disponíveis para trabalhar na série.
O episódio final também foi ao ar nos cinemas japoneses. O anime foi compilado em dois filmes de animação com nova dublagem do mesmo elenco. O primeiro filme Shingeki no Kyojin Zenpen ~Guren no Yumiya~ (「進撃の巨人」前編～紅蓮の弓矢～) cobre os primeiros 13 episódios e foi lançado em 22 de novembro de 2014, enquanto o segundo filme Shingeki no Kyojin Kōhen ~Jiyū no Tsubasa~ (「進撃の巨人」後編～自由の翼～) adapta os episódios restantes e adiciona novas sequências de abertura e finalização. Foi lançado em 27 de junho de 2015. Uma retransmissão da primeira temporada foi ao ar em 9 de janeiro de 2016 no canal BS Premium da NHK. Os filmes de compilação também foram exibidos em janeiro de 2017 na MBS.

### Segunda temporada e filme compilatório (2017)
Uma segunda temporada da série de anime foi anunciada no dia de lançamento do primeiro filme, que foi originalmente programado para ser lançada em 2016. Porém na edição de janeiro de 2017 da revista Bessatsu Shōnen Magazine foi anunciado que a segunda temporada seria estreada em abril de 2017. Com Masashi Koizuka sendo o diretor da segunda temporada, e Araki atuando como diretor-geral. Foi exibido por 12 episódios de 1 de abril de 2017 á 17 de junho de 2017, na MBS e em outras redes de televisão no Japão. Um terceiro filme de compilação recapitulando os eventos da segunda temporada da série de anime intitulado Shingeki no Kyojin ~Kakusei no Hōkō~ (「進撃の巨人」 ～覚醒の咆哮～) foi lançado em 13 de janeiro de 2018.
Esta foi a primeira temporada a estar disponível e ser transmitida simultaneamente no Brasil e Portugal através da Crunchyroll.

### Terceira temporada e filme compilatório (2018-2019)
Em 17 de junho de 2017, uma terceira temporada foi anunciada no final do episódio final da segunda temporada, com uma data de lançamento prevista para 23 de julho de 2018. A terceira temporada da série foi ao ar no Japão na NHK General TV em 23 de julho de 2018, com a primeira parte sendo finalizada em 15 de outubro de 2018. A parte 2 da terceira temporada da série foi ao ar de 29 de abril a 1º de julho de 2019. Hajime Isayama, autor e ilustrador do mangá original, trabalhou em colaboração com os animadores para garantir fidelidade à história e também deu sugestões. Em 2018, foi revelado que Isayama se arrependia de ter feito certa parte do mangá de uma certa forma, por isso solicitou pessoalmente ao estúdio de animação algumas alterações no anime. O estúdio honrou esse desejo, resultando na primeira parte da 3ª temporada sendo um pouco diferente dos capítulos do mangá. Um quarto filme de compilação, Shingeki no Kyojin ~Kuronikuru~ (「進撃の巨人」 〜クロニクル〜) que recapitula todas as três temporadas foi lançado em 17 de julho de 2020.
As duas partes da terceira temporada foi disponibilizada e transmitida simultaneamente legendada pela Crunchyroll no Brasil e em Portugal, e posteriormente também ficou disponível pela Funimation com dublagem em português brasileiro.

### Temporada final (2020-2023)
Após a exibição do episódio final da terceira temporada em 1 de julho de 2019, foi anunciado que a quarta e última temporada da série de anime estava agendada para lançamento no outono de 2020 do Japão na NHK General. Em 29 de maio de 2020, foi confirmado que a temporada final teve mudança de estúdio e estava sendo produzido pelo estúdio MAPPA. Jun Shihsido e Yūichirō Hayashi substituiram Tetsurō Araki e Masashi Koizuka como diretores, o roteirista Hiroshi Seko assumiu roteiro da série que era de Yasuko Kobayashi, e Tomohiro Kishi substituiu Kyōji Asano como designer de personagem. Hiroyuki Sawano e Kohta Yamamoto compuseram a trilha sonora. Em 22 de setembro de 2020, a Crunchyroll e Funimation anunciaram que a temporada final seria transmitida "ainda este ano" em 2020. A Netflix da Tailândia e Filipinas anunciaram o início da transmissão regional em 10 e 11 de dezembro. Em 23 de setembro de 2020, a NHK confirmou que a temporada final em sua programação de transmissão será exibida em 7 de dezembro de 2020. Os primeiros 16 episódios foram ao ar até 29 de março de 2021 e sua segunda parte foi lançada em 10 de janeiro de 2022. Uma terceira parte está em desenvolvimento com lançamento previsto para 2023.
A primeira parte da temporada final foi transmitida simultaneamente legendada pela Crunchyroll no Brasil e em Portugal, e posteriormente foi disponibilizada com dublagem em português brasileiro na Funimation.

## Trilha Sonora

### Primeira temporada
Na primeira temporada, nos primeiros treze episódios, a música-tema de abertura é "Guren no Yumiya" (紅蓮の弓矢) de Linked Horizon, e a música-tema de encerramento é "Utsukushiki Zankoku na Sekai" (美しき残酷な世界) de Yōko Hikasa. Para os episódios 14–25, a música-tema de abertura é "Jiyū no Tsubasa" (自由の翼) de Linked Horizon, e a música-tema de encerramento é "great escape" do Cinema Staff. Ambas as músicas  "Guren no Yumiya" e "Jiyū no Tsubasa" foram lançadas juntas como parte do single "Jiyū e no Shingeki" em 10 de julho de 2013, e vendeu mais de 100 mil cópias em sua primeira semana de vendas.
A trilha sonora da série foi composta por Hiroyuki Sawano, e o primeiro CD foi lançado em 28 de junho de 2013, pela Pony Canyon. O primeiro CD contém 16 faixas, com 6 faixas vocais apresentando performances de Mika Kobayashi, mpi, Cyua, Aimee Blackschleger e CASG. O segundo CD contendo a outra metade da trilha sonora foi lançado em 16 de outubro de 2013, como bônus oferecido com a quarta edição limitada em Blu-ray e DVD dos volumes do anime.

#### Lista de faixas
Todas as músicas compostas por Hiroyuki Sawano.
| Trilha sonora de Shingeki no Kyojin |                                                                    |                     |         |  |
| N.º                                 | Título                                                             | Artista(s)          | Duração |  |
| 1.                                  | "ət'æk 0N tάɪtn" (attack ON titan)                                 | Mika Kobayashi      | 4:17    |  |
| 2.                                  | "The Reluctant Heroes"                                             | mpi                 | 4:27    |  |
| 3.                                  | "eye-water"                                                        |                     | 3:01    |  |
| 4.                                  | "立body機motion" (Rittai Kidou; "Three-Dimensional Maneuver")      |                     | 5:43    |  |
| 5.                                  | "cóunter・attàck-m'ænkάɪnd" (counter.attack-mankind)               |                     | 6:07    |  |
| 6.                                  | "army⇒G♂" (army ATTACK)                                            |                     | 3:26    |  |
| 7.                                  | "Vogel im Käfig" ("Bird in a Cage")                                | Cyua                | 6:20    |  |
| 8.                                  | "DOA"                                                              | Aimee Blackschleger | 3:26    |  |
| 9.                                  | "凸】♀】♂】←巨人" (Kyojin Shinkou; "Titan Invasion")               |                     | 4:21    |  |
| 10.                                 | "E・M・A"                                                          |                     | 5:43    |  |
| 11.                                 | "巨♀～9地区" (Megata Kyojin Kuchiku; "Female Titan Extermination") |                     | 5:15    |  |
| 12.                                 | "Bauklötze" ("Building Blocks")                                    | Mika Kobayashi      | 3:56    |  |
| 13.                                 | "2chi城" (Nichijou; "Daily Life")                                  |                     | 6:48    |  |
| 14.                                 | "XL-TT"                                                            |                     | 6:37    |  |
| 15.                                 | "Call your name"                                                   | mpi CASG            | 4:28    |  |
| 16.                                 | "omake-pfadlib"                                                    |                     | 3:32    |  |
| Duração total:                      | Duração total:                                                     | Duração total:      | 1:17:27 |  |

### Segunda temporada
A música-tema de abertura é "Shinzou wo Sasageyo!" (心臓を捧げよ!) de Linked Horizon, e a música-tema de encerramento é "Yuugure no Tori" (夕暮れの鳥) de Shinsei Kamattechan.
Sawano voltou a compor a trilha sonora da segunda temporada, com a trilha sonora sendo lançada em 2 CDs em 7 de junho de 2017, pela Pony Canyon. Além da música composta para a segunda temporada, a trilha sonora também apresentava todas e quaisquer faixas compostas para outras mídias entre as temporadas um e dois, como filmes de compilação e OVAs.
Os vocais foram fornecidos por yosh, Gemie, mpi, Mica Caldito, Mika Kobayashi e Benjamin.

#### Lista de faixas
Todas as músicas compostas por Hiroyuki Sawano.
| Trilha Sonora de Shingeki no Kyojin - CD1 |                                                                                      |                                 |         |  |
| N.º                                       | Título                                                                               | Artista(s)                      | Duração |  |
| 1.                                        | "Barricades"                                                                         | yosh Gemie mpi                  | 3:41    |  |
| 2.                                        | "APETITAN"                                                                           |                                 | 5:31    |  |
| 3.                                        | "YouSeeBIGGIRL/T:T" (YmirBIGGIRL/Titan vs Titan)                                     | Gemie                           | 5:58    |  |
| 4.                                        | "son2seaVer"                                                                         |                                 | 5:22    |  |
| 5.                                        | "Call of Silence"                                                                    | Gemie                           | 2:57    |  |
| 6.                                        | "ERENthe標" (EREN the Coordinate)                                                    |                                 | 6:23    |  |
| 7.                                        | "attack音D" (attack on D)                                                            |                                 | 4:44    |  |
| 8.                                        | "YAMANAIAME"                                                                         | Mica Caldito mpi Mika Kobayashi | 4:27    |  |
| 9.                                        | "2Volt"                                                                              |                                 | 6:46    |  |
| 10.                                       | "進撃st-hrn-egt20130629巨人" (Shingeki Strings-Horns-ElectricGuitar 20130629 Kyojin) |                                 | 5:00    |  |
| 11.                                       | "So ist es immer"                                                                    | Benjamin                        | 4:48    |  |
| 12.                                       | "進撃st-hrn-gt-pf20130629巨人" (Shingeki Strings-Horns-Guitar-Piano 20130629 Kyojin) |                                 | 4:36    |  |
| 13.                                       | "ymniam-orch"                                                                        |                                 | 3:09    |  |
| 14.                                       | "The Reluctant Heroes <MODv>"                                                        | Mica Caldito                    | 4:30    |  |
| 15.                                       | "進撃st-hrn-gt20130629巨人" (Shingeki Strings-Horns-Guitar 20130629 Kyojin)          |                                 | 4:12    |  |
| 16.                                       | "theDOGS"                                                                            | mpi                             | 4:35    |  |
| Duração total:                            | Duração total:                                                                       | Duração total:                  | 1:16:45 |  |

| Trilha Sonora de Shingeki no Kyojin - CD2 |                                                                          |                |         |  |
| N.º                                       | Título                                                                   | Artista(s)     | Duração |  |
| 1.                                        | "進撃pf-medley20130629巨人" (Shingeki Piano Medley 20130629 Kyojin)      |                | 5:06    |  |
| 2.                                        | "EMAymniam"                                                              |                | 5:31    |  |
| 3.                                        | "進撃pf20130218巨人" (Shingeki Piano 20130218 Kyojin)                    |                | 4:40    |  |
| 4.                                        | "進撃gt20130218巨人" (Shingeki Guitar 20130218 Kyojin)                   |                | 2:31    |  |
| 5.                                        | "TWO-lives"                                                              |                | 4:57    |  |
| 6.                                        | "進撃st20130629巨人" (Shingeki Strings 20130629 Kyojin)                  |                | 5:25    |  |
| 7.                                        | "進撃vn-pf20130524巨人" (Shingeki Violin-Piano 20130524 Kyojin)          |                | 3:23    |  |
| 8.                                        | "ymniam-MKorch"                                                          | Mika Kobayashi | 2:36    |  |
| 9.                                        | "進撃pf-adlib-c20130218巨人" (Shingeki Piano Adlib on c 20130218 Kyojin) |                | 3:53    |  |
| 10.                                       | "進撃pf-adlib-b20130218巨人" (Shingeki Piano Adlib on b 20130218 Kyojin) |                | 2:50    |  |
| 11.                                       | "進撃vc-pf20130218巨人" (Shingeki Cello-Piano 20130218 Kyojin)           |                | 6:11    |  |
| 12.                                       | "TheWeightOfLives"                                                       |                | 7:20    |  |
| 13.                                       | "YAMANAIAME <FMv>"                                                       | Mica Caldito   | 4:28    |  |
| 14.                                       | "AOTs2M他1"                                                              |                | 4:10    |  |
| 15.                                       | "AOTs2M他2"                                                              |                | 2:08    |  |
| 16.                                       | "AOTs2M他3"                                                              |                | 3:25    |  |
| 17.                                       | "AOTs2M他4"                                                              |                | 4:03    |  |
| Duração total:                            | Duração total:                                                           | Duração total: | 1:09:57 |  |

### Terceira temporada
A música-tema de abertura é Red Swan de Yoshiki Hayashi e Hyde, enquanto que a música-tema de encerramento é "Akatsuki no Requiem" (暁の鎮魂歌, Akatsuki no Chinkonka) de Linked Horizon. A segunda música-tema de abertura é "Shoukei to Shikabane no Michi" (憧憬と屍の道) de Linked Horizon, e a segunda música-tema de encerramento é "Name of Love", de Cinema Staff.
Sawano mais uma vez voltou como compositor. A trilha sonora foi lançada em 26 de junho de 2019. Assim como a trilha sonora da segunda temporada, a música apresentada em filmes de compilação e OVAs lançados entre a segunda e a terceira temporada foi incluída na trilha sonora. Os vocais foram fornecidos por Laco, David Whitaker, Gemie, Eliana, mpi e yosh.

#### Lista de faixas
Todas as músicas compostas por Hiroyuki Sawano.
| Trilha Sonora da 3.ª temporada de Shingeki no Kyojin - Disco 1 |                                                                               |                |         |  |
| N.º                                                            | Título                                                                        | Artista(s)     | Duração |  |
| 1.                                                             | "K2-" (Kenny)                                                                 |                | 5:46    |  |
| 2.                                                             | "Zero Eclipse"                                                                | Laco           | 4:12    |  |
| 3.                                                             | "SymphonicSuite[AoT]Part1-1st:0Sk" (Reiss Family)                             |                | 6:08    |  |
| 4.                                                             | "SymphonicSuite[AoT]Part1-2nd:一s十りA" (Historia)                            |                | 3:50    |  |
| 5.                                                             | "SymphonicSuite[AoT]Part1-3rd:BARRIchestra"                                   |                | 5:58    |  |
| 6.                                                             | "SymphonicSuite[AoT]Part1-4th:7-b@$" (Nervous)                                |                | 5:15    |  |
| 7.                                                             | "K21" (Kenny)                                                                 | David Whitaker | 3:21    |  |
| 8.                                                             | "AoTs3-3spens/21石" (Attack on Titan Season 3 - Suspense/Pursuit)             |                | 6:31    |  |
| 9.                                                             | "Call your name <Gv>" (Call your name <Gemie version>)                        | Gemie          | 4:17    |  |
| 10.                                                            | "SymphonicSuite[AoT]Part2-1st:ətˈæk 0N tάɪtn <WMId>" (attack ON titan <WMId>) | Eliana         | 5:09    |  |
| 11.                                                            | "SymphonicSuite[AoT]Part2-2nd:ShingekiNoKyojin" (AttackOnTitan)               |                | 3:01    |  |
| 12.                                                            | "SymphonicSuite[AoT]Part2-3rd:Before Lights Out"                              | Laco           | 2:54    |  |
| 13.                                                            | "SymphonicSuite[AoT]Part2-4th:2An" (Anxiety)                                  |                | 2:37    |  |
| 14.                                                            | "SymphonicSuite[AoT]Part2-5th:Apple Seed"                                     | mpi Laco       | 2:45    |  |
| 15.                                                            | "SymphonicSuite[AoT]Part2-6th:ThanksAT"                                       |                | 3:58    |  |
| 16.                                                            | "ERENthe標 <MOVIEver.>"                                                       |                | 6:23    |  |
| 17.                                                            | "Barricades <MOVIEver.>"                                                      | yosh           | 4:17    |  |
| Duração total:                                                 | Duração total:                                                                | Duração total: | 1:13:21 |  |

| Trilha Sonora da 3.ª temporada de Shingeki no Kyojin - Disco 2 |                                                                |                |         |  |
| N.º                                                            | Título                                                         | Artista(s)     | Duração |  |
| 1.                                                             | "AoTs3-PF1" (Attack on Titan Season 3 - Pianoforte 1)          |                | 2:04    |  |
| 2.                                                             | "T-KT"                                                         |                | 2:53    |  |
| 3.                                                             | "A1Gう" (Thunder Spear)                                        |                | 3:18    |  |
| 4.                                                             | "AoTs3-PF2" (Attack on Titan Season 3 - Pianoforte 2)          |                | 3:22    |  |
| 5.                                                             | "AoTs3-1000略" (Attack on Titan Season 3 - Strategy)           |                | 3:26    |  |
| 6.                                                             | "tooth-i:" (Toothed Corpse/Change of Leadership)               |                | 3:02    |  |
| 7.                                                             | "LENぞ97n10火巨説MAHLE" (Serial What's It Called Novel Marley) |                | 2:12    |  |
| 8.                                                             | "K21 (Instrumental)"                                           |                | 3:21    |  |
| 9.                                                             | "Zero Eclipse (Instrumental)"                                  |                | 4:11    |  |
| 10.                                                            | "Barricades <MOVIEver.> (Instrumental)"                        |                | 4:16    |  |
| 11.                                                            | "Call your name <Gv> (Instrumental)"                           |                | 4:17    |  |
| 12.                                                            | "ətˈæk 0N tάɪtn <WMId> (Instrumental)"                         |                | 5:08    |  |
| 13.                                                            | "Before Lights Out (Instrumental)"                             |                | 2:53    |  |
| 14.                                                            | "Apple Seed (Instrumental)"                                    |                | 2:46    |  |
| Duração total:                                                 | Duração total:                                                 | Duração total: | 0:41:00 |  |

### Quarta temporada
A trilha sonora é dirigida por Masafumi Mima e composta por Hiroyuki Sawano e Kohta Yamamoto.
A música-tema de abertura é "My War" (僕 の 戦 争, Boku no Sensō) interpretada por Shinsei Kamattechan, e a música-tema de encerramento é "Shock" (衝 撃, Shōgeki) interpretada por Yūko Andō.
| "Attack on Titan" The Final Season (Original Soundtrack) |                                  |                                |         |  |
| N.º                                                      | Título                           | Artista(s)                     | Duração |  |
| 1.                                                       | "Ashes on The Fire"              | Yamamoto                       | 4:34    |  |
| 2.                                                       | "The Other Side of the Sea"      | Yamamoto                       | 4:57    |  |
| 3.                                                       | "Splinter Wolf"                  | Yamamoto cumi (vocals)         | 5:21    |  |
| 4.                                                       | "Nightmare"                      | Yamamoto                       | 3:41    |  |
| 5.                                                       | "Guilty Hero"                    | Yamamoto                       | 4:22    |  |
| 6.                                                       | "The Successor"                  | Yamamoto                       | 4:09    |  |
| 7.                                                       | "Memory Lane"                    | Yamamoto Hannah Grace (vocais) | 3:03    |  |
| 8.                                                       | "Liberio at Night"               | Yamamoto                       | 2:56    |  |
| 9.                                                       | "Liberio Festival"               | Yamamoto                       | 3:03    |  |
| 10.                                                      | "True History"                   | Yamamoto                       | 5:20    |  |
| 11.                                                      | "The Warriors"                   | Yamamoto                       | 4:06    |  |
| 12.                                                      | "The Fall of Marley"             | Yamamoto                       | 3:18    |  |
| 13.                                                      | "Zeek's Plan"                    | Yamamoto                       | 3:47    |  |
| 14.                                                      | "Nowhere to go"                  | Yamamoto                       | 3:05    |  |
| 15.                                                      | "Atonement"                      | Yamamoto                       | 3:18    |  |
| 16.                                                      | "Cold Light"                     | Yamamoto                       | 3:34    |  |
| 17.                                                      | "The Reason"                     | Yamamoto                       | 3:26    |  |
| 18.                                                      | "Friendships"                    | Yamamoto                       | 3:44    |  |
| 19.                                                      | "Memory Lane Vln ver."           | Yamamoto                       | 3:03    |  |
| 20.                                                      | "Liberio at Night Pf & Vln ver." | Yamamoto                       | 2:57    |  |
| 21.                                                      | "AOTF-s1"                        | Sawano                         | 7:57    |  |
| 22.                                                      | "AOTF-s2"                        | Sawano                         | 3:33    |  |
| 23.                                                      | "AOTF-s3"                        | Sawano                         | 3:42    |  |
| Duração total:                                           | Duração total:                   | Duração total:                 | 90:56   |  |

### Filmes de anime
Para o primeiro filme de compilação, Shingeki no Kyojin – Parte 1: Zenpen ~Guren no Yumiya~ , as músicas temas finais foram "YAMANAIAME" de Hiroyuki Sawano, Mika Kobayashi, Mica Caldito & mpi e "Guren no Zahyou" (紅蓮の座標) de Linked Horizon. Para o segundo filme de compilação, Shingeki no Kyojin – Parte 2: Kōhen ~Jiyū no Tsubasa~, a música-tema final foi "theDOGS" de Hiroyuki Sawano e mpi. A música-tema do filme era "Jiyuu no Daishou" (自由の代償) de Linked Horizon.

## Recepção

### Vendas e prêmios
A série de anime teve grande sucesso no Japão, com vendas médias de 52.067 unidades vendidas em 9 volumes do DVD Blu-ray, com um total de 468.603 cópidas vendidas até agosto de 2016. Foi o anime de TV mais vendido de 2013 no Japão e é atualmente o oitavo anime mais vendido da década de 2010. A adaptação do anime ganhou vários prêmios durante o 3º Newtype Anime Awards, incluindo Melhor Diretor, Melhor Roteiro, Melhor Trilha Sonora, Melhor Canção Tema, Melhor Personagem Feminina e Título do Ano. Também recebeu o prêmio de Melhor Animação de TV no Prêmio Kobe de Animação de 2013. Recebeu o prêmio de Animação do Ano no Tokyo Anime Award de 2014, junto com Melhor Diretor, Melhor Roteiro e Melhor Música. Ele ganhou o Prêmio de Conteúdo Digital do Ano de 2013 no 19º Prêmio Anual da Associação de Mídia em Digital (AMD) do Japão.

### Crítica
As quatro temporadas de Shingeki no Kyojin foram recebidas com ampla aclamação da crítica com elogios pelo enredo, animação, sequências de ação, trilha sonora, performances de dublagem e seu tom sombrio. Carl Kimlinger do Anime News Network criticou os dois primeiros episódios da adaptação do anime, dizendo que o diretor, Araki, "claramente tinha a intenção de fazer com que fosse impactante e perturbador, mas é apenas rude e desagradável." No entanto, outros críticos do Anime News Network elogiaram muito a série. Rebecca Silverman disse que "é lindo e assustador em seus visuais" e "uma excelente mistura do que a romancista gótica do século XVIII Ann Radcliffe definiu como terror versus terror: um é físico, fazendo você querer desviar o olhar, e o outro é intelectual, fazendo você querer saber o que vai acontecer a seguir." Carlo Santos observou que "poucos [programas de ação apocalíptica] chegam tão perto da perfeição quanto Shingeki no Kyojin". Santos o descreveu como "uma obra-prima de morte e destruição" depois de assistir apenas o primeiro episódio. Theron Martin, do Anime News Network, elogiou a trilha sonora e o primeiro episódio o descrevendo como "intenso e impactante", apesar de sentir que tem uma "animação limitada". Martin também comparou a vibe e estética visual de Shingeki no Kyojin com Claymore.
John Sinnott do DVD Talk chamou a série de uma das melhores que ele já assistiu e uma "que os fãs de anime não devem perder". Maya Phillips da revista New York and Vulture elogiou a singularidade da série, afirmando: "Em nossa era atual de realidades distópicas aterrorizantes, é difícil encontrar um programa distópico com algo novo para entregar - e ainda assim aqui está." Phelim O'Neill do The Guardian, elogiou a animação da série como "fascinante ... É tudo maravilhosamente acrobático e intenso". Com relação aos episódios culminantes da segunda metade da terceira temporada, a análise do site Manga.Tokyo chamou Isayama de um "gênio" por usar as revelações sobre o passado de Grisha para ligar suavemente os eventos presentes ao início da história.
Crunchyroll listou Shingeki no Kyojin em seu "Top 25 de melhores animes dos anos 2010". IGN e Polygon também listaram Shingeki no Kyojin entre as melhores séries de anime dos anos 2010.

### Proibição na China
Em 2015, o Ministério da Cultura chinês proibiu a transmissão e distribuição de Shingeki no Kyojin, junto com 38 outros títulos de anime e mangá, que foram considerados impróprios por apresentar cenas de violência, pornografia, terrorismo e crimes contra a moralidade pública, em um esforço para "proteger o desenvolvimento saudável da juventude ".

### Audiência
Em 2021, durante a primeira parte da temporada final da adaptação do anime, Shingeki no Kyojin foi o programa de televisão mais visto nos Estados Unidos, antes de ser ultrapassado por The Falcon and the Winter Soldier pouco antes do final do meio da temporada.